# 章錫光
章錫光（1866年—1920年），原名观光，字吉臣，号劼丞。浙江省會稽縣人。清朝政治人物、進士出身。
同治五年（1867年）生。肄业杭州紫阳书院、学海堂。光緒三十年，會試第66名；殿試登進士三甲第148名，后分發為知縣。著有《偁山遗集》。